# Pro Evolution Soccer 5
Pro Evolution Soccer 5 is een voetbalsimulatiespel van Konami dat in Europa uitkwam op 2 oktober 2005. Het sportspel is beschikbaar voor pc, PlayStation 2, PlayStation Portable en Xbox.